# Stammheim am Main
Stammheim am Main è una frazione del comune tedesco di Kolitzheim, nel distretto di Schweinfurt, Baviera.

## Geografia fisica
Situato a un'altitudine di 212 m s.l.m., la sua popolazione è di circa 861 abitanti. Il codice postale della località è 97509 e il suo prefisso telefonico 09381.

## Galleria d'immagini

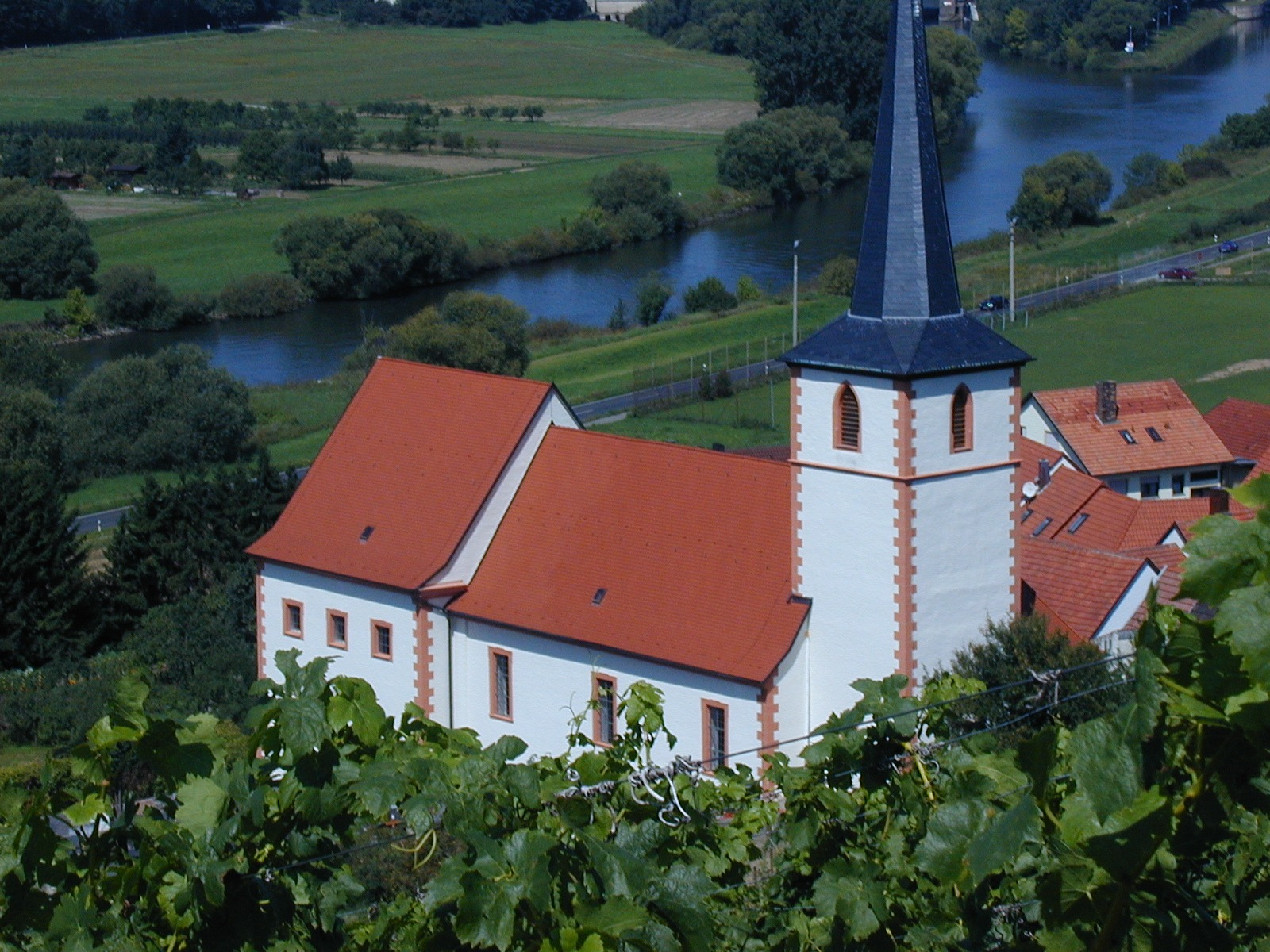
Chiesa di S.Bartolomeo
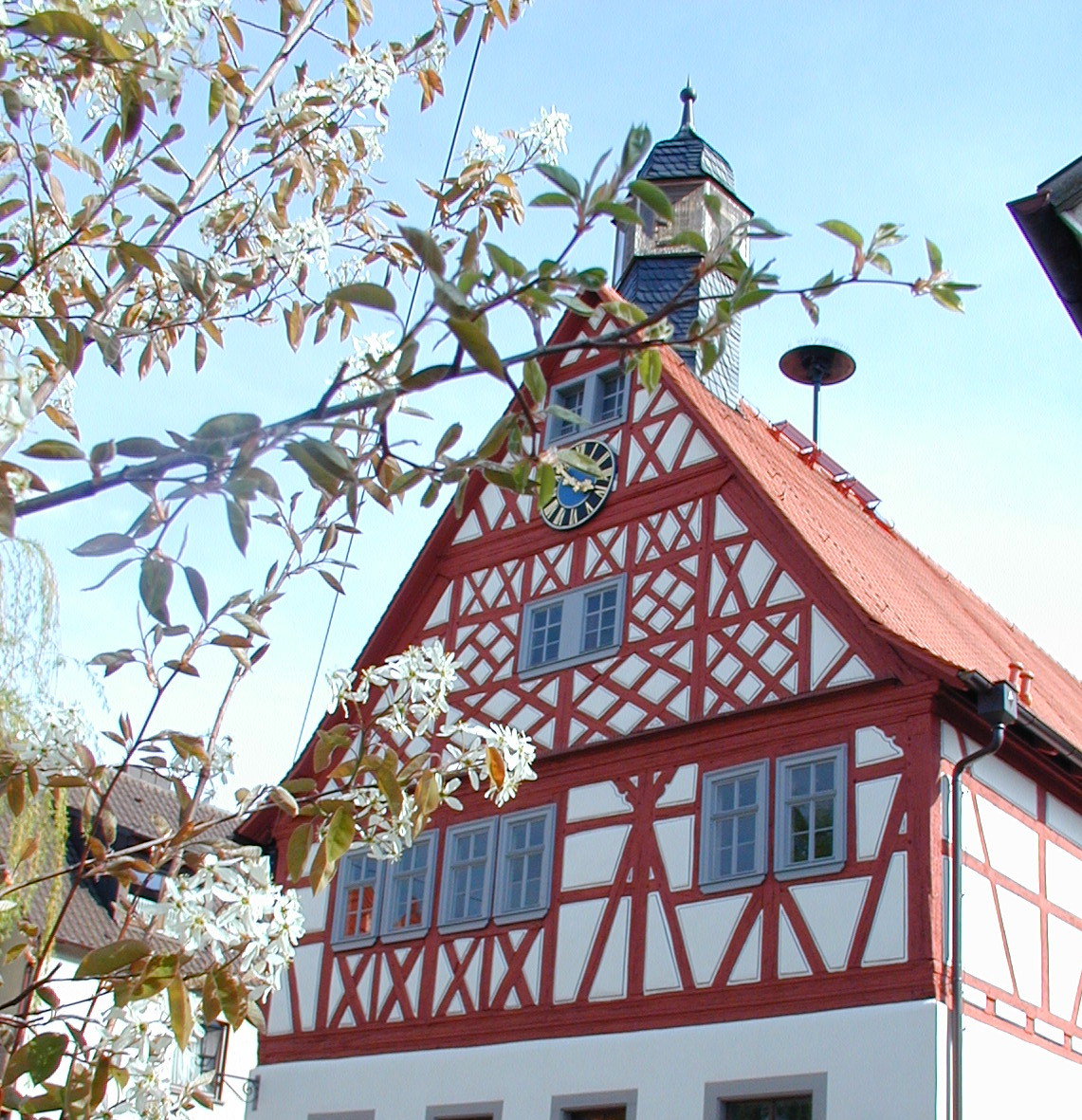
Municipio
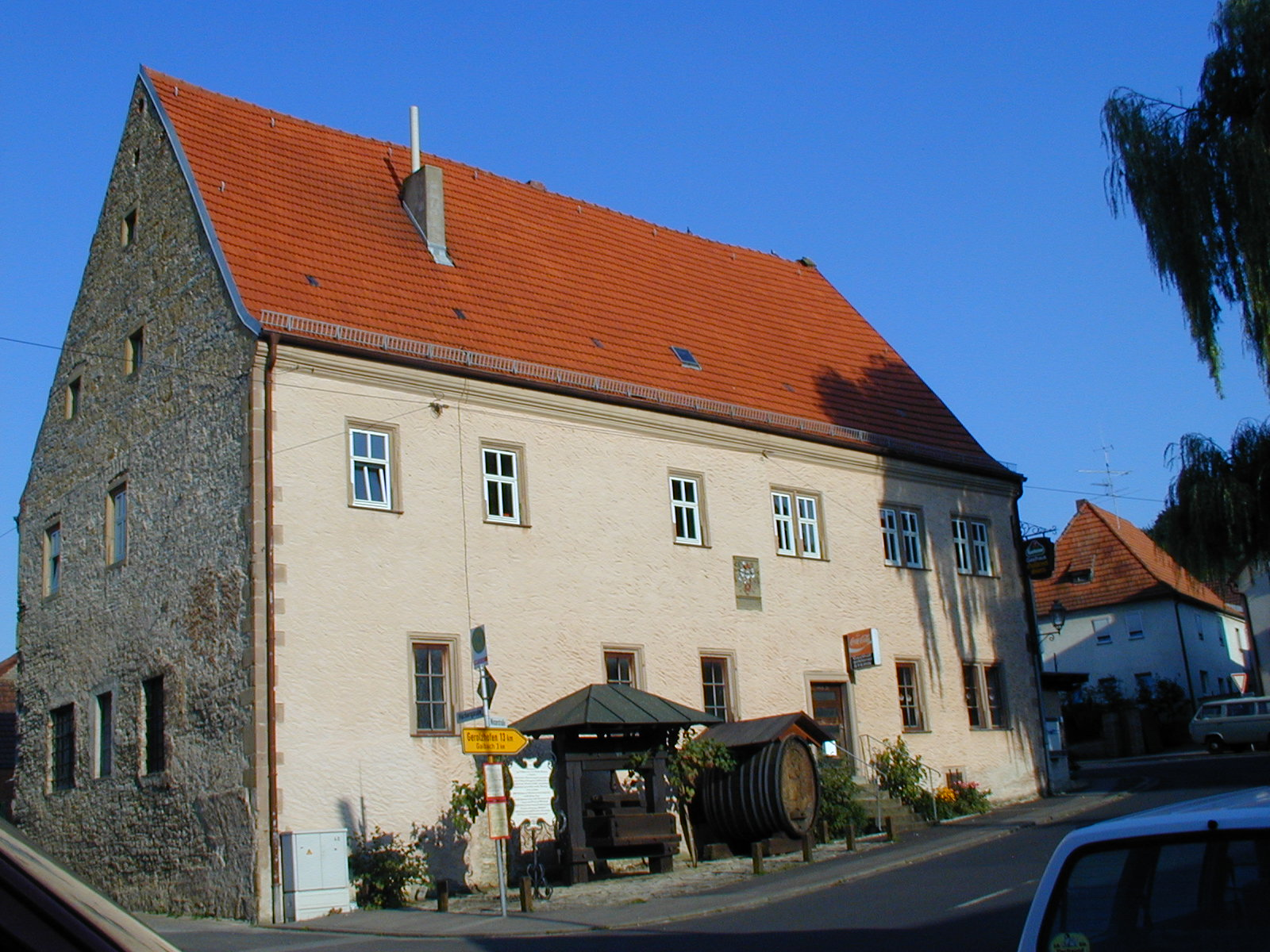
Zehnthaus